# Liste der Monuments historiques in Lavazan
Die Liste der Monuments historiques in Lavazan führt die Monuments historiques in der französischen Gemeinde Lavazan auf.

## Liste der Objekte
| Bezeichnung              | Beschreibung                   | Standort                        | Kennzeichnung | Schutzstatus | Datum | Bild |
| ------------------------ | ------------------------------ | ------------------------------- | ------------- | ------------ | ----- | ---- |
| Gitter um das Taufbecken | Schmiedeeisen, 19. Jahrhundert | in der Kirche St-Étienne (Lage) | PM33001325    | Inscrit      | 1978  |      |